# 湯浅禎夫
湯浅 禎夫（ゆあさ よしお、1902年10月2日 - 1958年1月5日、幼名・虎雄）は、鳥取県米子市（旧西伯郡淀江町）出身の元プロ野球監督、選手。
大正から昭和中期（1920年代前半-1950年代前半）にかけて活躍した。プロとしての活動は極めて短いが、大学、ノンプロでの剛腕ぶりから、小野三千麿、谷口五郎とともに「大正三大投手」の一人に挙げられる。

## 来歴・人物
米子中学校（現:米子東高校）では主戦投手だったが、ノーコンとあだ名される暴球投手であり、全国大会に出場はできなかった（当時は鳥取中学校の黄金時代であったのも一因である）。中学の同期には沖縄戦で第32軍の作戦参謀を担った八原博通がいる。1920年に米子中を卒業後は大連実業団に所属していたが、大沢逸郎（明治大学OB、日本大学硬式野球部初代監督）に見いだされ、1922年に明治大学野球部へ入る。
明大では、当初は渡辺大陸の控えで外野手であったが、あるときバックホームのボールが本塁付近でホップしてバックネットにまで達したことがあり指導者に認められ、渡辺が引退後は東京五大学リーグ戦で主戦投手として活躍した。1923年のリーグ初優勝をはじめ、湯浅自身4年のラストシーズンとなる、1925年秋季リーグで幕を開けた東京六大学リーグ戦では立教大学、帝国大学（現:東京大学）を相手に2度のノーヒットノーランを達成するなど、剛腕ぶりを見せつけた。このシーズンで記録した109奪三振はのちの江川卓、湯浅の後輩（米子東高出身）でもある野口裕美、和田毅、一場靖弘らも破れなかった、現在まで残るリーグ記録である（ノーヒットノーランを2度達成したのも、湯浅ただ一人である。また、リーグ結成開幕戦の勝利投手としても名を残している）。また、この年遠征に来たシカゴ大学を2試合連続で完封した。
卒業後、1926年に大連商（満州）のベンチコーチとして、同校を第12回全国中等学校優勝野球大会準優勝に導いた。その後、大阪毎日新聞社（現:毎日新聞大阪本社）に入社。同社が運営していたセミプロ野球団・大阪毎日野球団に入団して投手陣の一翼を担ったほか、球団解散後は同紙運動部のスポーツ記者となって活躍した。
1950年、その毎日新聞が運営してパシフィック・リーグに加盟した毎日オリオンズの結成に参加（毎日新聞社からの出向）し、総監督兼任投手として活躍。同チームを第1回日本シリーズ優勝に導いた（この時の優勝牌が母校・米子東高校に寄贈され、展示されている）。新人監督としての優勝を果たす。また同年11月5日に阪急西宮球場で施行された阪急ブレーブスとの対戦で、48歳1ヶ月で先発登板し、阪急の浜崎真二監督兼投手（48歳11ヶ月）と投げあい、2人合わせて96歳の最長老投手対決を実現させた。この試合がプロ選手としての唯一の出場である。登録上「総監督」であり選手兼任ではないが、消化試合であったことと、当時の規則の緩さが手伝ってのもので、選手登録していない選手の出場は禁止されている。
1952年7月16日の西鉄ライオンズ戦で発生させた意図的な遅延行為「平和台事件」の責任を取り、7月27日を以って辞任した。翌1953年も名義上、総監督として登録されているが、正式監督としては記録されていない。その後は日本短波放送「プロ野球ナイトゲーム中継」解説者（1954年）を経て、1955年にヘッドコーチとして毎日に復帰。
1958年1月5日に死去した。享年55。

## 詳細情報

### 年度別打撃成績
| 年 度     | 球 団     | 試 合 | 打 席 | 打 数 | 得 点 | 安 打 | 二 塁 打 | 三 塁 打 | 本 塁 打 | 塁 打 | 打 点 | 盗 塁 | 盗 塁 死 | 犠 打 | 犠 飛 | 四 球 | 敬 遠 | 死 球 | 三 振 | 併 殺 打 | 打 率 | 出 塁 率 | 長 打 率 | O P S |
| --------- | --------- | ----- | ----- | ----- | ----- | ----- | -------- | -------- | -------- | ----- | ----- | ----- | -------- | ----- | ----- | ----- | ----- | ----- | ----- | -------- | ----- | -------- | -------- | ----- |
| 1950      | 毎日      | 1     | 3     | 3     | 0     | 0     | 0        | 0        | 0        | 0     | 0     | 0     | 0        | 0     | --    | 0     | --    | 0     | 0     | 0        | .000  | .000     | .000     | .000  |
| 通算：1年 | 通算：1年 | 1     | 3     | 3     | 0     | 0     | 0        | 0        | 0        | 0     | 0     | 0     | 0        | 0     | --    | 0     | --    | 0     | 0     | 0        | .000  | .000     | .000     | .000  |

### 年度別投手成績
| 年 度     | 球 団     | 登 板 | 先 発 | 完 投 | 完 封 | 無 四 球 | 勝 利 | 敗 戦 | セ 丨 ブ | ホ 丨 ル ド | 勝 率 | 打 者 | 投 球 回 | 被 安 打 | 被 本 塁 打 | 与 四 球 | 敬 遠 | 与 死 球 | 奪 三 振 | 暴 投 | ボ 丨 ク | 失 点 | 自 責 点 | 防 御 率 | W H I P |
| --------- | --------- | ----- | ----- | ----- | ----- | -------- | ----- | ----- | -------- | ----------- | ----- | ----- | -------- | -------- | ----------- | -------- | ----- | -------- | -------- | ----- | -------- | ----- | -------- | -------- | ------- |
| 1950      | 毎日      | 1     | 1     | 0     | 0     | 0        | 0     | 0     | --       | --          | ----  | 19    | 4.0      | 2        | 0           | 6        | --    | 0        | 2        | 0     | 0        | 2     | 2        | 4.50     | 2.00    |
| 通算：1年 | 通算：1年 | 1     | 1     | 0     | 0     | 0        | 0     | 0     | --       | --          | ----  | 19    | 4.0      | 2        | 0           | 6        | --    | 0        | 2        | 0     | 0        | 2     | 2        | 4.50     | 2.00    |

### 年度別監督成績
| 年度      | 球団      | 順位      | 試合 | 勝利 | 敗戦 | 引分 | 勝率 | ゲーム差               | チーム 本塁打          | チーム 打率            | チーム 防御率          | 年齢                   |
| --------- | --------- | --------- | ---- | ---- | ---- | ---- | ---- | ---------------------- | ---------------------- | ---------------------- | ---------------------- | ---------------------- |
| 1950年    | 毎日      | 1位       | 120  | 81   | 34   | 5    | .704 | -                      | 124                    | .286                   | 3.42                   | 48歳                   |
| 1951年    | 毎日      | 3位       | 110  | 54   | 51   | 5    | .514 | 22.5                   | 59                     | .258                   | 3.25                   | 49歳                   |
| 1952年    | 毎日      | 2位       | 120  | 75   | 45   | 0    | .625 | 1.0                    | 72                     | .264                   | 2.87                   | 50歳                   |
| 通算：3年 | 通算：3年 | 通算：3年 | 307  | 180  | 117  | 10   | .606 | Aクラス3回、Bクラス0回 | Aクラス3回、Bクラス0回 | Aクラス3回、Bクラス0回 | Aクラス3回、Bクラス0回 | Aクラス3回、Bクラス0回 |

- 太字は日本一

※通算成績は、監督を辞任した1952年7月28日以降の成績は含まない

### 背番号
- 35 （1950年 - 1953年）

## 関連情報

### 著作
- 『野球 練習の仕方・試合の仕方』、東洋図書、1947年。

## 家族
妻は元宝塚少女歌劇団花組主演娘役で宝塚歌劇団5期生の春日花子。